# سوزدال
شهر سوزدال (به روسی: Суздаль) در کشور روسیه و در اوبلاست ولادیمیر واقع شده‌است.